# Blagoslov
Blagoslov označava podjelu božanske milosti osobi ili stvari. Cilj je blagoslova promicanje sreće i napretka te zaštita i očuvanje. 
Blagoslov je povezan s gestama (npr. polaganje ruku, gestama raširenih ruku, znak križa, pomazanje), što predstavlja Božji dar blagoslovljenoj osobi ili blagoslovljenom predmetu.
Blagoslov obitelji i domova kršćanski je čin u kojem svećenik moli i zaziva Božji blagoslov na sve članove obitelji, koje posjećuje u božićno vrijeme, kako bi kršćanski živjeli i svjedočili svoju vjeru.

## Povezani članak
- Urbi et Orbi

## Vanjske poveznice
- Službeni katolički blagoslov piva (eng., lat.)

|  | Zajednički poslužitelj ima još gradiva o temi Blagoslov |